# NEC Cup
La NEC Cup è stato un torneo professionistico di Go giapponese, organizzato tra il 1982 e il 2002 dalla Nihon Ki-in e sponsorizzato dalla NEC Corporation.
Il torneo era a eliminazione diretta, con partite veloci, dai tempi di riflessione ridotti. I 16 partecipanti erano i dententori dei titoli Kisei, Meijin, Honinbo, Judan, Tengen, Ōza, Gosei, NHK Cup, JAL Super Hayago Championship e NEC Shun-Ei, più i migliori piazzati dell'edizione precedente della NEC Cup. La borsa del vincitore era di 15.000.000 yen, che la rendeva il quarto titolo più ricco, superando quattro delle sette principali corone del goismo giapponese.

## Albo d'oro
| Edizione | Anno | Vincitore        | Finalista        |
| -------- | ---- | ---------------- | ---------------- |
| 1        | 1981 | Takemiya Masaki  | Otake Hideo      |
| 2        | 1982 | Sakata Eio       | Sakai Takeshi    |
| 3        | 1983 | Cho Chikun       | Sakata Eio       |
| 4        | 1984 | Cho Chikun       | Kobayashi Koichi |
| 5        | 1985 | Takemiya Masaki  | Kobayashi Satoru |
| 6        | 1986 | Otake Hideo      | Rin Kaiho        |
| 7        | 1987 | Ishida Yoshio    | Cho Chikun       |
| 8        | 1988 | Otake Hideo      | Ishida Yoshio    |
| 9        | 1989 | Rin Kaiho        | O Rissei         |
| 10       | 1990 | Kato Masao       | Otake Hideo      |
| 11       | 1991 | Kato Masao       | Kobayashi Koichi |
| 12       | 1992 | Yoda Norimoto    | Kato Masao       |
| 13       | 1993 | Komatsu Hideki   | Cho Chikun       |
| 14       | 1994 | Kobayashi Koichi | Cho Chikun       |
| 15       | 1995 | Otake Hideo      | Rin Kaiho        |
| 16       | 1996 | Kato Masao       | Kobayashi Satoru |
| 17       | 1997 | Yoda Norimoto    | Cho Chikun       |
| 18       | 1998 | Kobayashi Satoru | O Rissei         |
| 19       | 1999 | Cho Chikun       | Kato Masao       |
| 20       | 2000 | Cho Chikun       | Kato Masao       |
| 21       | 2001 | Yoda Norimoto    | O Rissei         |
| 22       | 2002 | Ryu Shikun       | Takao Shinji     |
| 23       | 2003 | Kobayashi Koichi | Mimura Tomoyasu  |
| 24       | 2004 | Cho U            | Ryu Shikun       |
| 25       | 2005 | Cho Sonjin       | Kobayashi Satoru |
| 26       | 2006 | Cho U            | Takao Shinji     |
| 27       | 2008 | Kono Rin         | Cho Sonjin       |
| 28       | 2009 | Hane Naoki       | Cho U            |
| 29       | 2010 | Kono Rin         | Hane Naoki       |
| 30       | 2011 | Cho U            | Yamashita Keigo  |
| 31       | 2012 | Takao Shinji     | Cho Chikun       |